# Pomnik Mao Zedonga w Chengdu
Pomnik Mao Zedonga w Chengdu (chin. 毛泽东雕像) – marmurowy pomnik przewodniczącego Mao Zedonga znajdujący się w Chengdu, w prowincji Syczuan. Został odsłonięty w 1968.

## Historia
Pomnik liczy sobie 30 metrów wysokości i przedstawia Mao Zedonga z wyciągniętą ręką. Do 1967 w miejscu, gdzie zbudowano posąg, znajdował się starożytny pałac z okresu państwa Shu. Został on zniszczony przez członków Czerwonej Gwardii.
Pomnik raz w roku jest oczyszczany.